# Liste der Baudenkmäler in Morsbach
Die Liste der Baudenkmäler in Morsbach enthält die denkmalgeschützten Bauwerke auf dem Gebiet der Gemeinde Morsbach im Oberbergischen Kreis in Nordrhein-Westfalen (Stand: Mai 2021). Diese Baudenkmäler sind in der Denkmalliste der Gemeinde Morsbach eingetragen; Grundlage für die Aufnahme ist das Denkmalschutzgesetz Nordrhein-Westfalen (DSchG NRW).

| Bild                           | Bezeichnung                             | Lage | Beschreibung | Bauzeit | Eingetragen seit | Denkmal- nummer |
| ------------------------------ | --------------------------------------- | --- | --- | --- | ---------------- | --------------- |
|                                | Fachwerkhaus                            | Morsbach Böcklingen 14 | 2 gesch. Fachwerkhaus | M. 19. Jh. |                  | 1               |
|                                | Fachwerkhaus                            | Morsbach Böcklingen 12 | 2 gesch. Fachwerkhaus | A. 19. Jh. |                  | 2               |
|                                | Fachwerkhaus                            | Morsbach Böcklingen 11 | 2 gesch. Fachwerkhaus | 18. J. |                  | 3               |
|                                | Fachwerkhaus                            | Morsbach Böcklingen 6 | | 2. Hläfte 19. J. |                  | 4               |
|                                | Fachwerkhaus                            | Morsbach Birken 14 | 2 gesch. Sparfachwerkhaus auf hohem massiven Sockel | 2. Hälfte 19. J. |                  | 5               |
| weitere Bilder                 | Herrenhaus                              | Holpe Burg Volperhausen Karte | 2 gesch. Hausteingebäude, turmartiger Erker, Kapelle, schiefergedecktes Walmdach | 19. J. |                  | 7               |
|                                | Kapelle                                 | Lichtenberg Korseifener Str. | kleine Kapelle aus Bruchstein mit Rundbogenfenstern | 18. J. |                  | 8               |
|                                | ehem. Mühlengebäude                     | Lichtenberg Wendershagener Str. 3 | 2 gesch. Fachwerkhaus | 18.J. |                  | 9               |
|                                | Fachwerkhaus                            | Lichtenberg Korseifener Str. 13 | 1-2 gesch. hängiges Fachwerkhaus mit Bruchsteinkeller | 1. Hälfte 19. Jh. |                  | 10              |
|                                | Fachwerkhaus                            | Lichtenberg Halle 5 | 2 gesch. Fachwerkhaus | renoviert, Mitte 19. J. |                  | 11              |
|                                | Grabkreuze                              | Holpe vor der Kirche in Holpe | 3 Grabkreuze aus Sandstein | zwei Kreuze datiert v. 1789, eines von 1790                                                                                      |                  | 12              |
| weitere Bilder                 | kath. Pfarrkirche Mariä Heimsuchung     | Holpe Kirchweg | neugotische Kirche mit 3-jochigem Saalbau | 1897-99 |                  | 13              |
|                                | Pfarrhaus; Bruchsteingebäude            | Holpe Kirchweg 2 | 2 gesch. Bruchsteingebäude mit verschieferten Erker | um 1900 |                  | 14              |
|                                | ev. Pfarrkirche                         | Holpe Hauptstraße 17 | flachgedeckter Saalbau aus Bruchstein; Frescomalereien im Gewölbe von 1490 (um 1580 (Reformation) übertüncht, 1954 wiederentdeckt u. freigelegt) | Chor um 1500; Glocke 1508; Langhaus 1670-72 angebaut, später aufgestockt und neugotisch verändert; Glocke v. 1672 (aus Lindlar). |                  | 15              |
| Fachwerkhaus                   | Fachwerkhaus                            | Holpe Hauptstr. 28 | 2 gesch. Fachwerkhaus mit weiteren Anbauten | 2. Hälfte 19. J. |                  | 16              |
| Bruchsteingebäude              | Bruchsteingebäude                       | Holpe, In der Au 1 | 2 gesch. Bruchsteingebäude mit giebelseitigem Anbau | um 1900 |                  | 17              |
|                                | Fachwerkhaus                            | Holpe, Am Südhang 2 | 2 gesch. Fachwerkhaus, mit Scheune | 18. J. |                  | 18              |
| Fachwerkhaus                   | Fachwerkhaus                            | Holpe Am Südhang 3 | 2 gesch. Fachwerkhaus mit profilierten Balken | 18. J. |                  | 19              |
|                                | Hausteingebäude; ehem. Schule           | Holpe In der Au 2 | 2 gesch. Hausteingebäude | um 1900 |                  | 20              |
|                                | Fachwerkhaus                            | Holpe Rolshagener Weg 4 | 2 gesch. Fachwerkhaus mit Anbau, im Giebel Ladeluke | 18./19.J. |                  | 21              |
|                                | Fachwerkhaus                            | Holpe Kiesweg 3 | 2 gesch. Fachwerkhaus mi traufseitigem Wirtsch.-teil | Ende 19.J. |                  | 22              |
|                                | Fachwerkhaus                            | Holpe Kiesweg 4 | 2 gesch. Fachwerkhaus mit niederem massiv. Anbau | 18./19. J. |                  | 23              |
| Fachwerkhaus                   | Fachwerkhaus                            | Holpe Rolshagener Weg 6 | 2 gesch. Fachwerkhaus mit Ladeluke, ein Giebel massiv | 1835 |                  | 24              |
|                                | Fachwerkhaus                            | Holpe Kiesweg 2 | 2 gesch. Fachwerkhaus mit rechtw. angeb. Wirtschaftsgebäude | 18./19. J. |                  | 25              |
|                                | Fachwerkhaus                            | Holpe Kiesweg 1 | 2 gesch. Sparfachwerkhaus mit Giebelluke | Mitte 19. J. |                  | 26              |
| Fachwerkhaus                   | Fachwerkhaus                            | Holpe Dorfstr. 1 | 2 gesch. Fachwerkhaus mit Fachwerkscheune, EG z.T. massiv | 1. Hälfte 19.J. |                  | 27              |
| Fachwerkhaus                   | Fachwerkhaus                            | Holpe Dorfstr. 2/4 | 2 gesch. Fachwerkhaus mit Krüppelwalmdach, hölzerner Erker | Anf. 19. J. |                  | 28              |
|                                | Fachwerkhaus                            | Holpe Dorfstr. 6 | 3 gesch. Fachwerkhaus mit Krüppelwalmdach, hölzerner Erker | Anf. 19. J. |                  | 29              |
|                                | Fachwerkhaus                            | Holpe Alte Hofstr. 2a | 2 gesch. Fachwerkhaus mit An bauten (Fachwerk, Bruch-, Backstein) | 1. Hälfte 19. J. |                  | 30              |
|                                |                                         | Morsbach Auf der Au (Hinweis: Die tatsächliche Postadresse ist abweichend! Richtig wäre Lerchenstraße 121) Karte                                                                           | Stollenmundloch mit Hausteinrahmung | 1890 inschriftl. datiert |                  | 31              |
| Kriegerdenkmal                 | Kriegerdenkmal                          | Morsbach In der Jähhardt, auf halbem Weg den Berg zur „Hohen Hardt“ hinauf. Karte | Kriegerdenkmal i. d. F. eines Festungsturms mit eisernem Kreuz; Beschriftung außen: Unseren gefallenen Helden ~ Die dankbare Gemeinde. Beschriftung innen: Vergiss mein Volk die teuren Toten nicht. | um 1920/30 |                  | 32              |
| weitere Bilder                 | katholische Kirche St. Gertrud          | Morsbach Zur Burg Basilika Karte | 3 schiffige Emporenbasilika mit vorgelagertem Westturm (31 m hoch, aus Bruchstein gemauert) | 1. Hälfte 13. Jh.; Turm vermutl. 12. J.                                                                                          |                  | 33 Wikidata     |
|                                | Fachwerkhaus                            | Morsbach Rheinischer Hof 9 | 2 gesch. Fachwerkhaus mit geteilter Tür | Tür 18. J.; Bau verlängert i. 19.J.                                                                                              |                  | 34              |
|                                | Fachwerkhaus                            | Morsbach Bahnhofstr. 12 „Hotel zur Post“ | 2 gesch. Fachwerkhaus mit Anbauten als Gastraum und Wirtschaftsgebäude | 1. H. 19.J. |                  | 35              |
| Fachwerkhaus                   | Fachwerkhaus                            | Morsbach Bachstr. 9 Karte | 2 gesch. Fachwerkhaus mit profilierten Balken und Fußstreben | 18. J. |                  | 36              |
|                                | Bruchsteingebäude                       | Morsbach Kirchstr. 11 | 2 gesch. Bruchsteingebäude | 1865 inschriftlich datiert |                  | 37              |
| weitere Bilder                 | Fachwerkhauskomplex                     | Morsbach Kirchstr. 16 Karte | 3 in- und aneinander gebaute Fachwerkhäuser aus verschiedenen Zeiten; zwei Seiten verschiefert | |                  | 38              |
| Fachwerkhauskomplex            | Fachwerkhauskomplex                     | Morsbach Am Dreieck 4 Karte | Auf dem Foto sind mehrere Gebäude zu sehen. Die Hausnummer 4 ist nur der kleine / niedrige vordere Anbau. | |                  | 39              |
| Fachwerkhauskomplex            | Fachwerkhauskomplex                     | Morsbach Am Dreieck 2 Karte | Auf dem Foto sind zwei Gebäude zu sehen. Die linke Eingangstür ist Hausnummer 2, die rechte Eingangstür gehört zu Hausnummer 4. | |                  | 40              |
| Pumpe                          | Pumpe                                   | Morsbach Am Dreieck 5 Karte | Grüne gusseiserne Handschwengelpumpe | 2. Hälfte 19. J. |                  | 41              |
| weitere Bilder                 | Fachwerkhaus                            | Morsbach Kirchstr. 20 Karte | 2 gesch. Fachwerkhaus mit 1 gesch. Fachwerkanbau | E. 19.- A. 20. Jh. |                  | 42              |
| Fachwerkhaus                   | Fachwerkhaus                            | Morsbach Kirchstr. 22 Karte | 2 gesch. Sparfachwerkhaus auf Hausteinsockel, eine Giebelseite verschiefert | E. 19. Jh. |                  | 43              |
| Fachwerkhaus                   | Fachwerkhaus                            | Morsbach Am Dreieck 3 Karte | 2 gesch. Fachwerkhaus mit mehreren Anbauten | 2. Hälfte 19. Jh. |                  | 44              |
| Fachwerkhaus                   | Fachwerkhaus                            | Morsbach Am Dreieck 5 Karte | 2 gesch. z. T. Fachwerkhaus im Ensemble bei kath. Kirche; Front wurde zwischen 2008 und 2013 saniert/als Fachwerk hergerichtet (vgl. File:Morsbach 34 ies.jpg von 2008 und File:Morsbach 2013 August 06.JPG von 2013). | 2. Hälfte 19. Jh. |                  | 45              |
| Fachwerkhaus                   | Fachwerkhaus                            | Lichtenberg Warnsbachtal 6 | 2 gesch. Fachwerkhaus mit profilierten Balken und Eckständern | 18./19. Jh. |                  | 46              |
|                                | Fachwerkhaus                            | Holpe Rolshagen 2 | 2 gesch. Fachwerkhaus mit angebautem, 2 gesch. Wirtschaftsteil | 18./19. J. |                  | 47              |
| Fachwerkhaus                   | Fachwerkhaus                            | Holpe Rolshagen 1 | 2 gesch. Fachwerkhaus auf ho-hem Bruchsteinsockel, z. T. massiv | M. 19. Jh. im Kern älter |                  | 48              |
|                                | Hausteingebäude; ehem. Zechenverwaltung | Holpe Grube Sonne | 1 1/2 gesch. Hausteingebäude | 1923 inschriftl. datiert |                  | 49              |
|                                | Fachwerkhaus                            | Holpe Rolshagen 3 | 2 gesch. Fachwerkhaus mit Anbau, z. T. massiv | 18./19. Jh. |                  | 50              |
|                                | Fachwerkbau                             | Morsbach Rossenbach 2 | 2 gesch. Sparfachwerk z. T. massiv erneuert mit Anbau | 2. Hälfte 19. Jh. |                  | 51              |
|                                | Fachwerkbau                             | Morsbach Rossenbach 1 | 2 gesch. Sparfachwerk z. T. massiv erneuert mit Anbau | Mitte 19. Jh. |                  | 52              |
|                                | ehem. Rittersitz                        | Holpe Alte Burgstr. 1 | 3 gesch. Bruchsteinbau mit Walmdach | 1515 inschriftl. datiert |                  | 53              |
|                                | Fachwerkhaus                            | Morsbach Wittershagen 10 | 2 gesch. Fachwerkhaus mit Wirtschaftsanbau | 18./19. Jh. |                  | 54              |
|                                | Haus                                    | Holpe Zinshardt 5 | 2 gesch. Haus, im EG. massiv OG. Fachwerk mit Anbauten | 18. Jh. evtl. älter ? |                  | 55              |
| Kapelle St. Antonius von Padua | Kapelle St. Antonius von Padua          | Holpe Flockenberg Antoniuskapelle Karte | quadratischer Bruchsteinbau mit abgewalmtem Schieferdach und zwei Rundbogenfensterchen | 17. Jh. |                  | 56              |
| Bruchsteingebäude              | Bruchsteingebäude                       | Lichtenberg Korseifener Str.27 Dorfgemeinschaftshaus Ellingen | 2 gesch. teilunterkellertes Bruchsteingebäude, OG. verschiefertes Fachwerk | 1876 |                  | 57              |
| Bahnhofsgebäude                | Bahnhofsgebäude                         | Morsbach Bahnhofstr. 40 Karte | 1-2 gesch. Hausteingebäude mit Schwebegiebel | um 1900 |                  | 58              |
|                                | Fachwerkhaus                            | Holpe Reinshagen 4 | 2 gesch. Fachwerkhaus mit an- gebautem 2 gesch. Wirtschafts- teil | |                  | 59              |
| Fachwerkhaus                   | Fachwerkhaus                            | Morsbach Kirchstr. 3 Karte | 2 gesch. Fachwerkhaus z. T. verschiefert | M. 19. Jh. |                  | 60              |
|                                | Wissertalbahn                           | Abschn. Wissen/Morsbach:entlang der Wisser; Abschn. Morsbach/Hermesdorf entlang dem Zielenbacher Bachtal -Unterquerung der Höhe an der Siegener Str. mit dem 786 m langen Kömpeler Tunnel. | Die Wissertalbahn bestand aus zwei Abschnitten. Zuerst wurde in den Jahren 1884-90 der 11 km lange Abschnitt von Wissen nach Morsbach (Kopfbahnhof) errichtet und danach 1908 die 7,2 km lange Verlängerung bis Hermesdorf (hier Anschluss an die Wiehltalbahn) fertiggestellt. Die Viadukte sind Pionierarbeiten mit Stampfbeton. Während der 1. Abschnitt Wissen/Mosbach nach erheblichen Zerstörungen im 2. Weltkrieg nicht mehr wiederhergestellt wurde, fuhren auf dem noch heute existierenden Abschnitt Morsbach/Hermesdorf bis 1994 Züge. Reaktivierungsbemühungen laufen. | 1884-90 / Ausbau bis 1908 |                  | 63              |
| Kriegerdenkmal                 | Kriegerdenkmal                          | Holpe Denkmalweg Karte | Kriegerdenkmal auf Plateau mit Obelisk, Mauer und Hecke, umlaufend diverse Inschriften | um 1911 |                  | 64              |